# Vaux, Allier
Vaux (tiếng Occitan: Vaus) là một xã ở tỉnh Allier thuộc miền trung nước Pháp.